# August Holmgren
August Holmgren (født 22. april 1998 i Helsingør) er en dansk tennisspiller, der repræsenterer Gentofte Tennisklub og Danmarks Davis Cup-hold. Holmgren spillede og trænede i Helsingør Tennisklub gennem hele sin juniortid.
Holmgren blev 15. juli 2018 danmarksmester i single for første gang i karrieren, efter en finalesejr over Holger Vitus Nødskov Rune. I 2016 tabte han DM-finalen til klubkammerat Christian Sigsgaard.
Han blev for alvor kendt da han i 2025 nåede 3. runde i Wimbledon.

## Challenger og World Tennis Tour finaler

### Singles: 11 (7–4)
| Oversigt                    |
| --------------------------- |
| ATP Challenger Tour (3–0)   |
| ITF World Tennis Tour (4–4) |

| Finale overflade |
| ---------------- |
| Hardcourt (7–1)  |
| Grus (0–3)       |
| Græs (0–0)       |
| Tæppe (0–0)      |

### Challenger
| Resultat | V-T | Dato      | Turnering  | Niveau     | Overflade | Modstander           | Resultat      |
| -------- | --- | --------- | ---------- | ---------- | --------- | -------------------- | ------------- |
| Vundet   | 1–0 | juli 2024 | Pozoblanco | Challenger | Hardcourt | Antoine Escoffier    | 3–6, 6–3, 6–4 |
| Vundet   | 2–0 | aug 2024  | Porto      | Challenger | Hardcourt | Alejandro Moro Cañas | 7–63, 7–66    |
| Vundet   | 3–0 | juli 2025 | Granby     | Challenger | Hardcourt | Liam Draxl           | 6–3, 6–3      |

### World Tour
| Resultat | V–T | Dato     | Turnering           | Niveau     | Overflade | Modstander            | Resultat                |
| -------- | --- | -------- | ------------------- | ---------- | --------- | --------------------- | ----------------------- |
| Tabt     | 0–1 | aug 2019 | M15 Ystad           | World Tour | Grus      | Gustav Hansson        | 6–7(5–7), 1–6           |
| Tabt     | 0–2 | aug 2021 | M15 Vejle           | World Tour | Grus      | Ergi Kırkın           | 6–7(4–7), 4–6           |
| Vundet   | 1–2 | jun 2022 | M15 Rancho Santa Fe | World Tour | Hardcourt | Gage Brymer           | 6–4, 6–4                |
| Tabt     | 1–3 | jun 2022 | M15 San Diego       | World Tour | Hardcourt | Ethan Quinn           | 6–3, 6–7(7–9), 6–7(4–7) |
| Vundet   | 2–3 | apr 2023 | M25 Nottingham      | World Tour | Hardcourt | Lucas Poullain        | 7–6(7–5), 7–6(7–4)      |
| Vundet   | 3–3 | nov 2023 | M25 Harlingen       | World Tour | Hardcourt | Raphael Perot         | 6–3, 6–7(5–7), 6–1      |
| Tabt     | 3–4 | jun 2024 | M25 Aarhus          | World Tour | Grus      | Elmer Møller          | 3–6, 0–6                |
| Vundet   | 4–4 | jul 2024 | M25 Nottingham      | World Tour | Hardcourt | Jack Pinnington Jones | 4–6 6–2 6–2             |